# Pseudapis patellata
Pseudapis patellata is een vliesvleugelig insect uit de familie Halictidae. De wetenschappelijke naam van de soort is voor het eerst geldig gepubliceerd in 1884 door Magretti.